# Flygmaskin

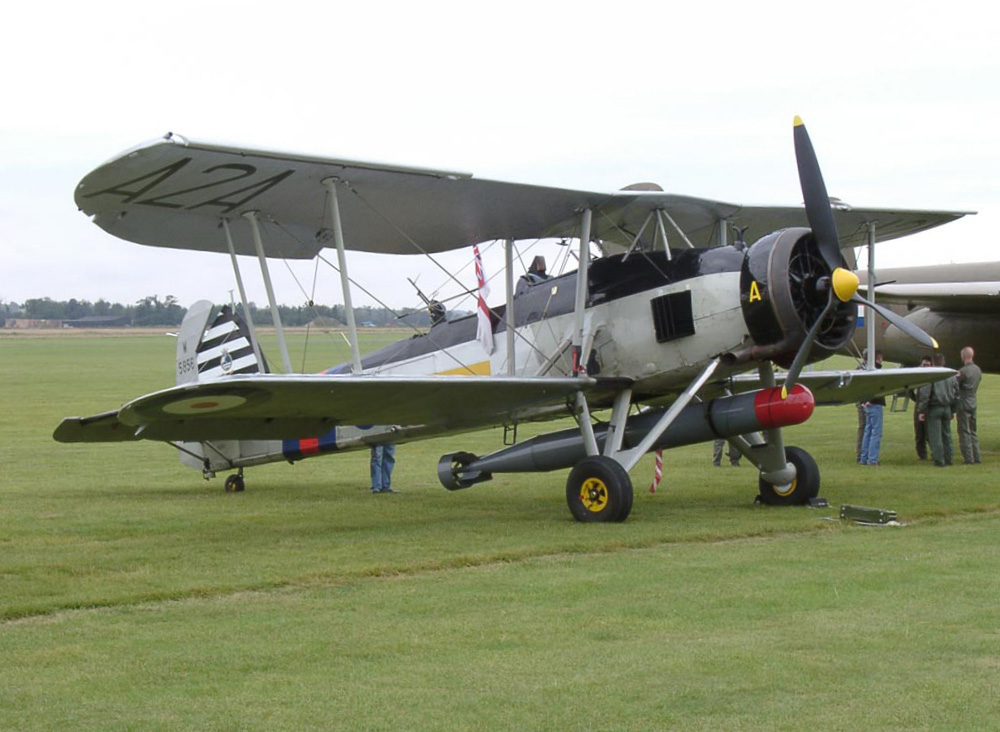
En Fairey Swordfish från 1930-talet.

En flygmaskin är en gemensam beteckning på en motordriven konstruktion som kan hålla sig uppe i atmosfären med hjälp av luftens statiska eller dynamiska kraft. Man definierar ofta flygmaskiner som varje maskin gjord för att flyga i atmosfären.

## Etymologi
Ordet finns belagt i svenskan sedan 1700-talet.

## Typer av flygmaskiner

### Autogiro
Autogiro (äldre: autogyro, gyrokopter) är en luftfarkost som ser ut som en helikopter men fungerar mer som ett vanligt flygplan.
Löjtnant Alejandro Gomez Spencer genomförde den första lyckade autogiroflygningen 9 januari 1923 med en autogiro konstruerad av Juan de la Cierva. Cierva startade en industri som försåg stora delar av världen med autogiror under 1930-talet. Den vanligaste modellen var Cierva C 30.
Skillnaden mellan en autogiro och en helikopter är att autogiron måste ha fart framåt för att hålla sig flygande. Ovanför flygkroppen sitter en rotor som inte har någon koppling till autogirons motor. Den kan betraktas som ett knippe smala flygplansvingar som utför en cirklande glidflykt. Rotationen av rotorn och därmed också lyftkraften kommer då autogirons propeller i flygkroppens nos tvingar planet och därmed rotorn att röra sig framåt och uppåt.

### Flygplan

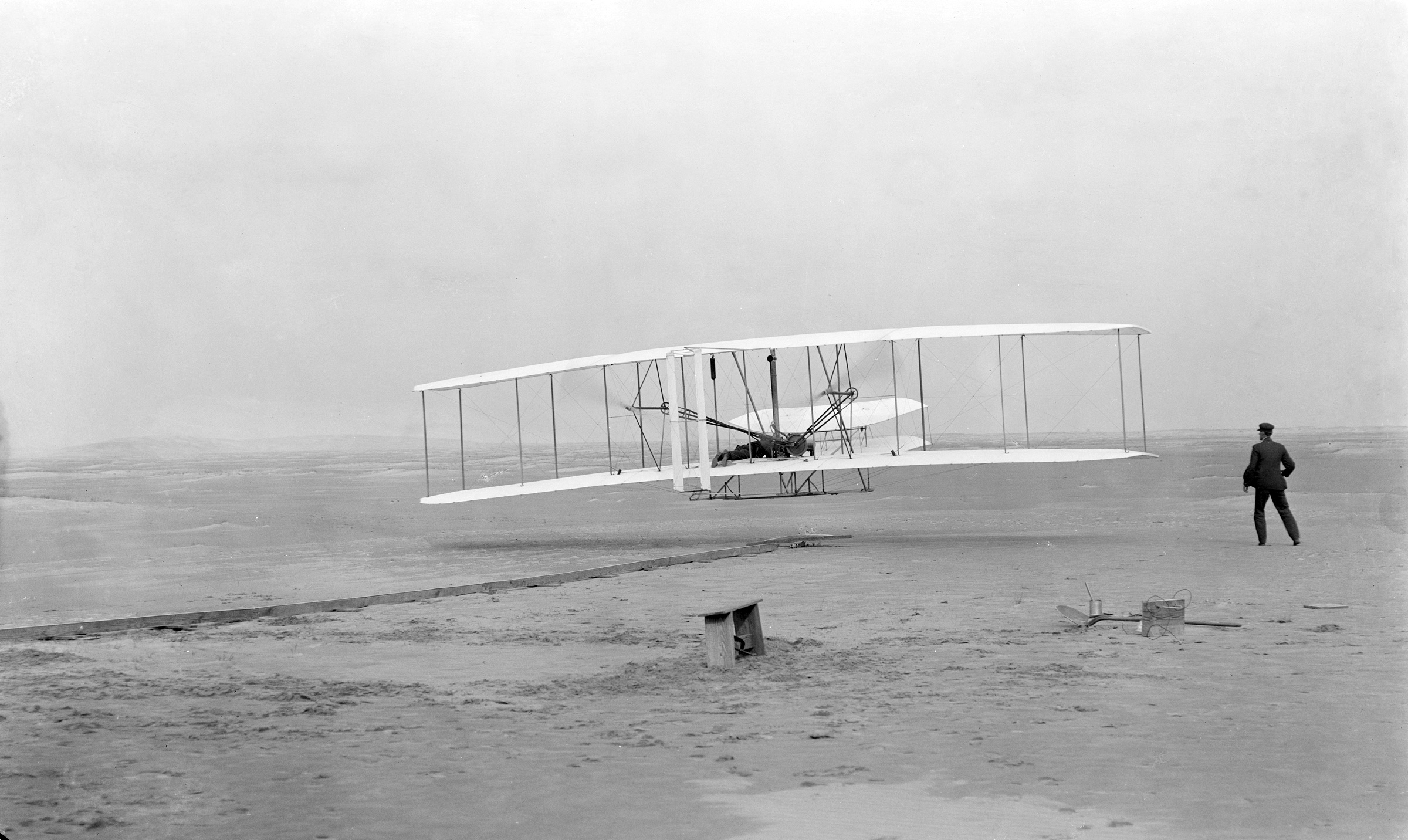
Bröderna Wrights flygmaskin

Flygplan är benämningen på en luftfarkost som används för transport av människor och varor. Föraren kallas pilot. Ett flygplan startar och landar oftast på en flygplats. Ett passagerarflygplan är ett flygplan vars syfte är att frakta passagerare och deras bagage. Ett fraktflygplan används till att frakta varor. Flygplan kan även beväpnas och användas som stridsflygplan.
Först att under kontrollerade former flyga sägs vara Ibn Firnas som år 875 glidflög från ett murkrön vid en dal i Andalusien, Spanien. Bröderna Wright anses av de flesta historiskt sett varit de första att på ett kontrollerat sätt styra en luftfarkost framdriven av motorkraft, vilket skedde i Kitty Hawk den 17 december 1903. Den teknik som låg till grund för deras framgång hade till stor del provats ut av andra pionjärer, men de gjorde även egna prov i en egentillverkad vindtunnel. Trots att flygplan funnits sedan början av 1900-talet har utvecklingen inte stannat av; med sina annorlunda konstruktioner har Burt Rutan av många flygintresserade ansetts som en modern pionjär.

### Helikopter

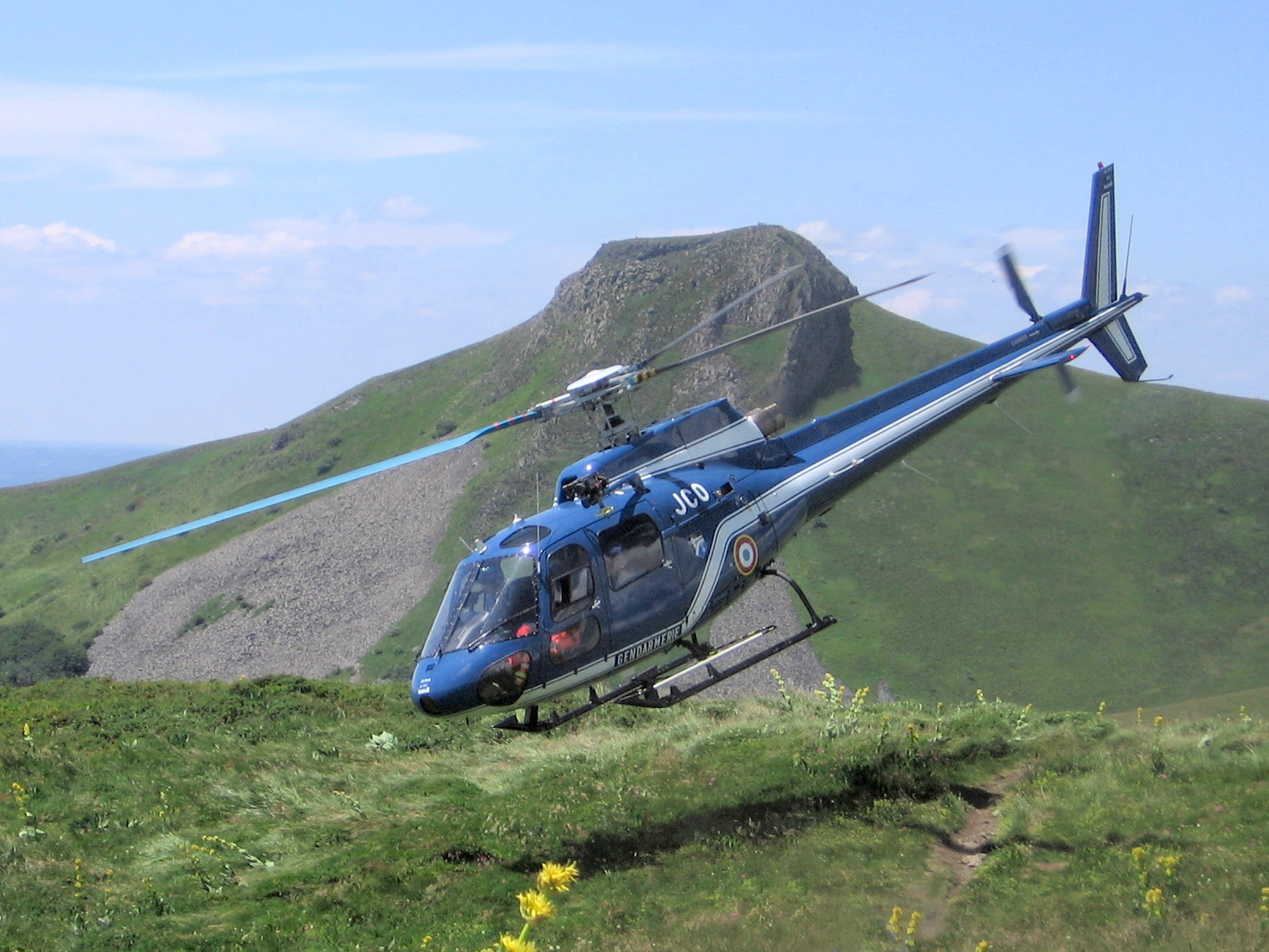
Helikopter som lyfter i franska Centralmassivet.

En helikopter är en luftfarkost som lyfts och drivs framåt av en eller flera stora horisontala motordrivna rotorer (propellrar).  Helikoptrar klassificeras som ving-roterande luftfarkoster för att avskilja dem från konventionella luftfarkoster med fast vingkonstruktion. Ordet helikopter kan härledas från de grekiska orden helix (spiral) och pteron (vinge).
I jämförelse med konventionella flygplan med fast vingkonstruktion är helikoptrar mycket mera komplexa, mera kostsamma att köpa och använda, relativt långsamma, har dålig räckvidd och en begränsning på nyttolasten. De kompenserande fördelarna är manövrerbarhet: helikoptrar kan hovra på platsen, backa, och framför allt starta och landa vertikalt. De är enbart begränsade av tillgången på bränslepåfyllningsstationer och vikt/altitudbegränsningar. En helikopter kan flyga till vilken plats som helst och landa var som helst där det finns en öppning som är en och en halv rotordiameter stor.

### Raket
En raket är ett oftast flygande, spolformat föremål med spetsig nos. Vissa har 3-4 styrfenor i bakänden och de drivs av en raketmotor. Raketer skjuts ofta upp från särskilda ställningar, som kan kallas raketramp eller avfyrningsramp.
En raket består generellt av ett eller fler drivsteg och en nyttolast. Beroende på ändamål (militärt, civilt, forskning, etc.) så kan nyttolasten vara i princip vad som helst. Drivstegen är dock oftast utformade på i princip samma sätt och består av bränsle, förbränningskammare och dysa. Om raketen har fler än ett drivsteg så finns även separations- och kontrollteknik mellan stegen för att få det hela att fungera.

### Zeppelinare
En zeppelinare är ett stelt luftskepp, en motordriven gasballong baserad på ett metallskelett klätt med duk. Om ballongen inte har ett metallskelett kallas den för blimp. Zeppelinaren är uppkallad efter den tyska greven Ferdinand von Zeppelin. Zeppelin Luftschifftechnik GmbH är fortfarande aktiva inom området.
Några år före andra världskriget användes zeppelinare i passagerartrafik över Atlanten och mellan flera tyska städer. Dessa zeppelinare var fyllda med vätgas för att hålla luftskeppet i luften, vilket resulterade i olyckor.
Den mest kända olyckan är då luftskeppet Hindenburg började brinna 1937. Hindenburg, världens just då största zeppelinare, förstördes då det anlänt till New Jersey. Troligen träffades det av en blixt som antände vätgasen (35 döda). Numera används uteslutande helium.